# Il gioco del football
Il gioco del football (How to Play Football) è un film del 1944 diretto da Jack Kinney. È un cortometraggio animato della serie Goofy, prodotto dalla Walt Disney Productions, uscito negli Stati Uniti il 15 settembre 1944 e distribuito dalla RKO Radio Pictures.

## Trama
In uno stadio si svolge una partita di football americano tra due squadre chiamate Tassidermisti e Antropologi. Girandola Smith, un giocatore dei Tassidermisti, è molto bravo a giocare, tanto da portare da solo la squadra a 7-0. Quando Smith viene chiamato in panchina, il resto della squadra ha problemi contro gli avversari, anche a causa del gioco scorretto degli Antropologi, che riescono a segnare nel primo tempo 12 punti e mezzo. Al secondo tempo Smith rientra in gioco, ma viene messo fuori gioco dagli avversari. L'allenatore riesce tuttavia a farlo rinvenire e Smith è in grado di portare la sua squadra alla vittoria.

## Distribuzione

### Edizioni home video

#### VHS
- Il mondo di Pippo (ottobre 1986)[1]

#### DVD
Il cortometraggio è incluso nel DVD Walt Disney Treasures: Pippo, la collezione completa.